# Akeman Street (Cambridgeshire)
Akeman Street è il nome dato a una strada romana situata nell'Inghilterra orientale che va dal Cambridgeshire alla costa settentrionale del Norfolk. È lunga circa 121 km e corre  in direzione nord-nordest.
Akeman Street si univa a Ermine Street vicino a Wimpole Hall, quindi si portava a nord-est fino all'insediamento di Duroliponte (ora Cambridge), dove incrociava una strada romana ora nota come Via Devana.  A nord di Cambridge, percorreva l'attuale Stretten Avenue, Carlton Way e Mere Way correndo a nord-est oltre Landbeach prima di unirsi all'attuale A10 e proseguire verso Ely e Fens. Infine, raggiungeva Denver e la costa a Brancaster. 
La strada fu costruita sopra ad un precedente tracciato risalente al II secolo, o più tardi, ed è stato ipotizzato che rientrasse nell'opera di realizzazione di una tenuta imperiale sotto Adriano.